# Moltiplicazione (musica)
In musica, la moltiplicazione modulo 12 è un'operazione di base, che può essere effettuata su insiemi di note. Nel contesto della dodecafonia ci sono relativamente pochi valori rispetto ai quali si può moltiplicare una successione di dodici note distinte per ottenerne ancora dodici.
Ponendo la forma principale, vale a dire non alterata, come P0, la moltiplicazione viene indicata come Mx, dove x è il moltiplicatore:
- {\displaystyle Mx(y)=xy}

Come per gli altri operatori di composizione, la moltiplicazione viene effettuata e poi eventualmente trasposta per far ritornare tutti i suoni nell'ottava.
P0 = M10, I0 = M110, M70=I(M50). Quindi per la forma non trasposta, si ha:
| M1  | M5  | M7  | M11 |
| M5  | M1  | M11 | M7  |
| M7  | M11 | M1  | M5  |
| M11 | M7  | M5  | M1  |

I numeri pari rimangono immutati da M7, mentre i dispari vengono trasposti da un tritono.
La scala cromatica può essere trasformata nel circolo delle quarte con M5, e nel circolo delle quinte con M7.